# Calamodontophis
Calamodontophis is een geslacht van slangen uit de familie toornslangachtigen (Colubridae) en de onderfamilie Dipsadinae.

## Naam en indeling
De wetenschappelijke naam van de groep werd voor het eerst voorgesteld door Afrânio Pompílio Gastos do Amaral in 1963. Er zijn twee soorten, inclusief de pas in 2006 wetenschappelijk beschreven soort Calamodontophis ronaldoi.

### Soorten
Het geslacht omvat de volgende soorten, met de auteur en het verspreidingsgebied.
| Naam                      | Auteur                                     | Verspreidingsgebied |
| ------------------------- | ------------------------------------------ | ------------------- |
| Calamodontophis paucidens | Amaral, 1936                               | Brazilië, Uruguay   |
| Calamodontophis ronaldoi  | Franco, de Carvalho Cintra & de Lema, 2006 | Brazilië            |

## Verspreiding en habitat
De soorten komen voor in delen van Zuid-Amerika en leven in de landen Brazilië en Uruguay. De habitat bestaat uit droge tropische en subtropische graslanden.

## Beschermingsstatus
Door de internationale natuurbeschermingsorganisatie IUCN is aan beide soorten een beschermingsstatus toegewezen. Calamodontophis paucidens wordt gezien als 'kwetsbaar' (Vulnerable of VU) en Calamodontophis ronaldoi als 'bedreigd' (Endangered of EN).